# Olympische Sommerspiele 2020/Leichtathletik – Hammerwurf (Männer)
Der Wettkampf im Hammerwurf der Männer bei den Olympischen Spielen 2020 in Tokio fand am 2. August 2021 (Qualifikation) und 4. August 2021 (Finale) im neuerbauten Nationalstadion statt.
Olympiasieger wurde der Pole Wojciech Nowicki. Der Norweger Eivind Henriksen gewann die Silbermedaille. Bronze ging an den Polen Paweł Fajdek.

## Aktuelle Titelträger
| Olympiasieger                        | Dilschod Nasarow ( Tadschikistan) | 78,68 m | Rio de Janeiro 2016 |
| Weltmeister                          | Paweł Fajdek ( Polen)             | 80,50 m | Doha 2019           |
| Europameister                        | Wojciech Nowicki ( Polen)         | 80,12 m | Berlin 2018         |
| Nord-/Zentralamerika-/Karibikmeister | Roberto Sawyers ( Costa Rica)     | 72,94 m | Toronto 2018        |
| Südamerikameister                    | Gabriel Kehr ( Chile)             | 75,27 m | Lima 2019           |
| Asienmeister                         | Dilschod Nasarow ( Tadschikistan) | 76,14 m | Doha 2019           |
| Afrikameister                        | Mostafa el-Gamel ( Ägypten)       | 73,50 m | Asaba 2018          |
| Ozeanienmeister                      | Costa Kousparis ( Australien)     | 66,20 m | Townsville 2019     |

## Rekorde

### Bestehende Rekorde
| Weltrekord         | Jurij Sedych ( Sowjetunion)    | 86,74 m | Stuttgart, BR Deutschland (heute Deutschland) | 30. August 1986    |
| Olympischer Rekord | Sergei Litwinow ( Sowjetunion) | 84,80 m | Finale von Seoul, Südkorea                    | 26. September 1988 |

Der nun schon seit 33 Jahren bestehende olympische Rekord wurde auch bei diesen Spielen nicht erreicht. Der weiteste Wurf gelang dem polnischen Olympiasieger Wojciech Nowicki mit seinem dritten Versuch im Finale am 4. August auf 82,52 m. Damit blieb er 2,28 m unter dem Olympia- und 4,22 m unter dem Weltrekord.

### Rekordverbesserungen
Ein Landesrekord wurde viermal verbessert:
- 78,79 m – Eivind Henriksen (Norwegen), erster Versuch in der Qualifikation (Gruppe B) am 2. August
- 79,18 m – Eivind Henriksen (Norwegen), erster Versuch im Finale am 4. August
- 80,31 m – Eivind Henriksen (Norwegen), dritter Versuch im Finale am 4. August
- 81,58 m – Eivind Henriksen (Norwegen), fünfter Versuch im Finale am 4. August

## Legende
Kurze Übersicht zur Bedeutung der Symbolik – so üblicherweise auch in sonstigen Veröffentlichungen verwendet:
| – | verzichtet                            |
| x | ungültig                              |
| r | Wettkampf nicht fortgesetzt (retired) |

## Qualifikation
Die Athleten traten zu einer Qualifikationsrunde in zwei Gruppen an. Fünf Wettbewerber (hellblau unterlegt) übertrafen die den direkten Finaleinzug Weite von 77,50 m. Damit war die Mindestanzahl von zwölf Finalteilnehmern nicht erreicht. So wurde das Finalfeld mit sieben weiteren Wettbewerbern (hellgrün unterlegt) aus beiden Gruppen nach den nächstbesten Weiten aufgefüllt. Für die Teilnahme am Finale waren schließlich 75,73 m zu erbringen.

### Gruppe A

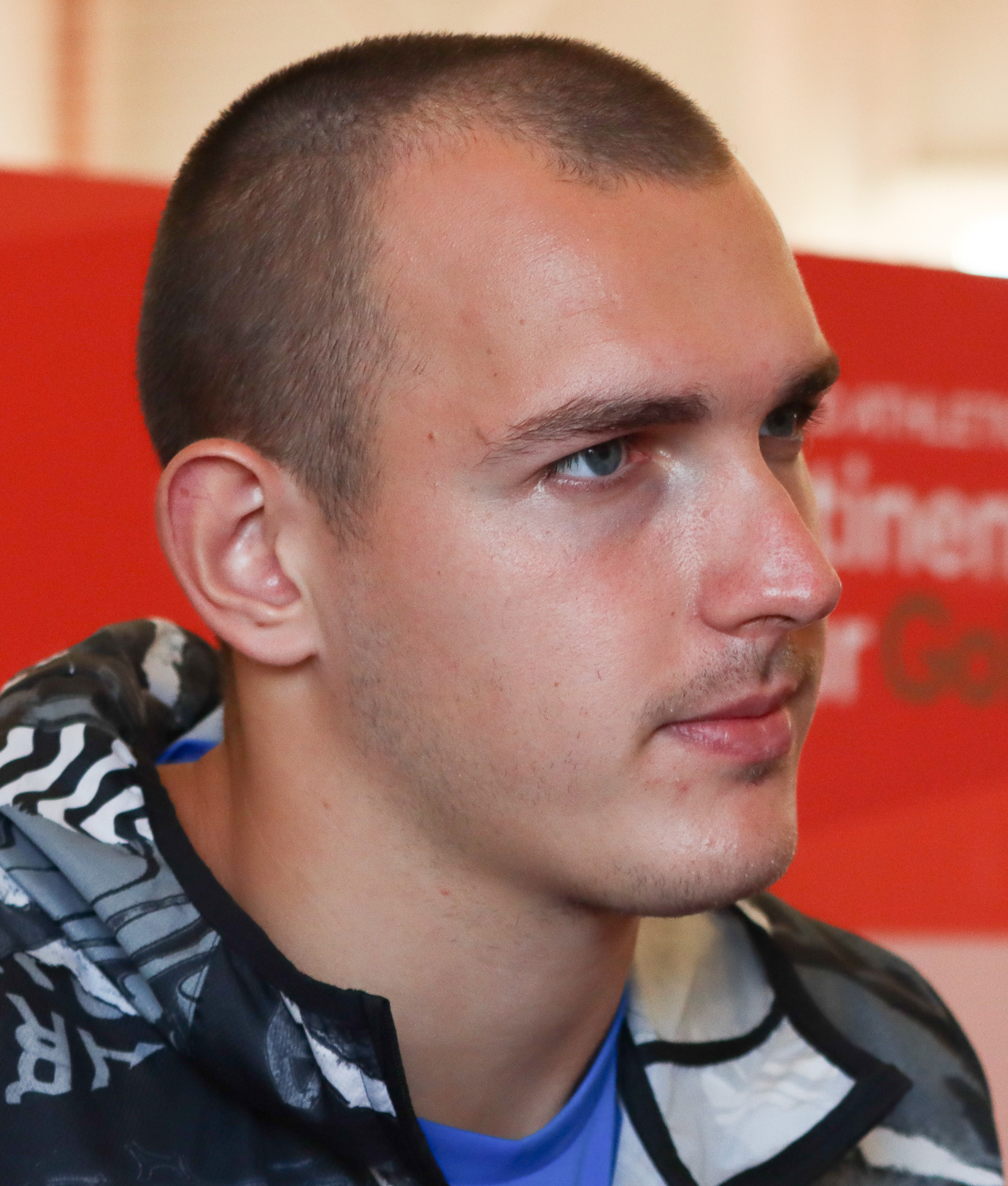
Bence Halász – ausgeschieden mit 75,38 m
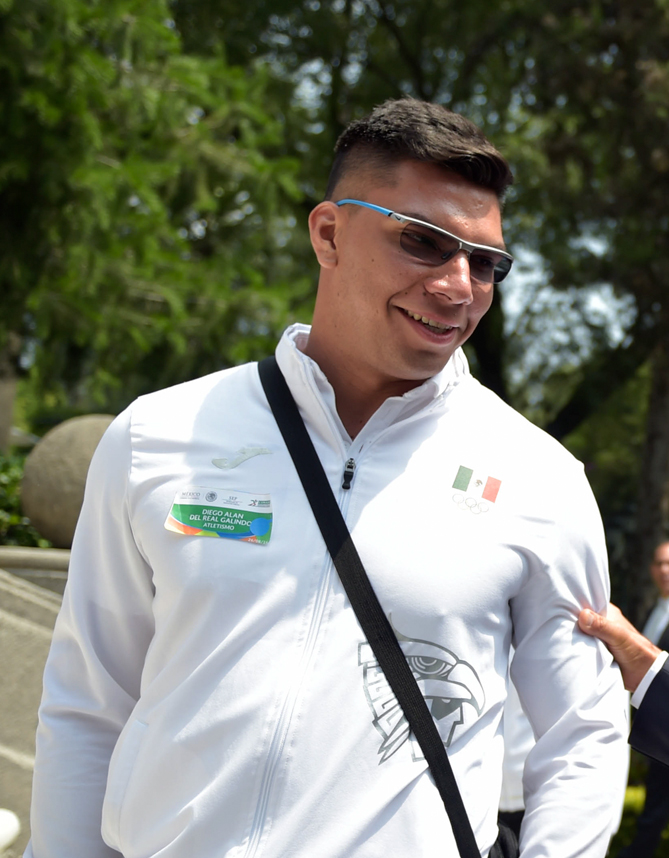
Diego del Real – ausgeschieden mit 75,39 m
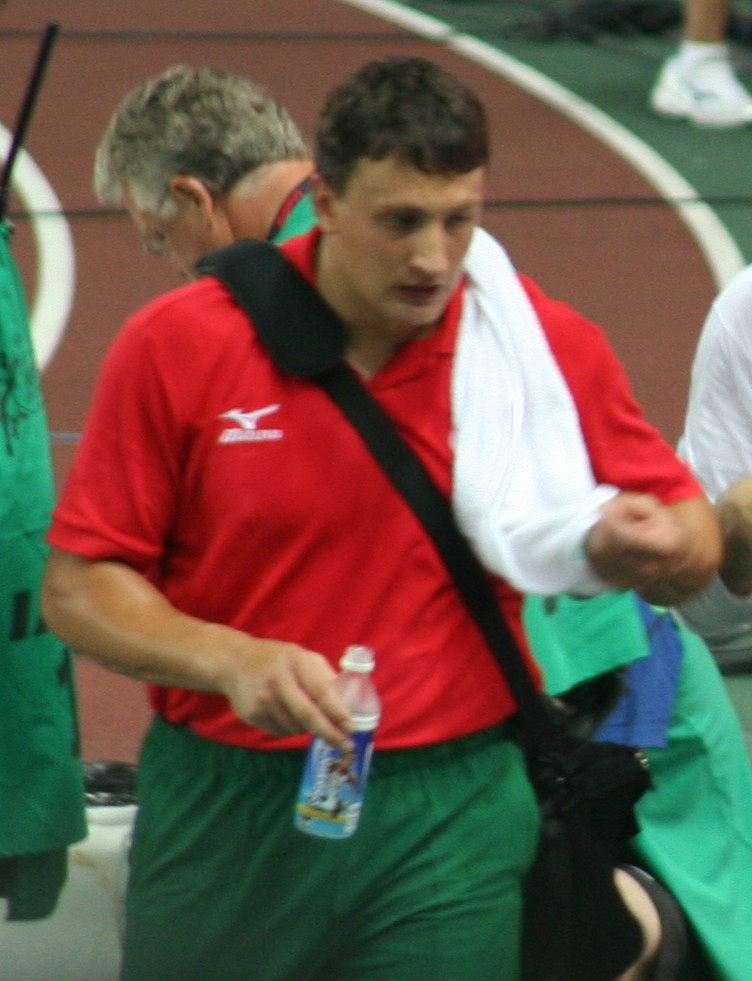
Iwan Zichan – ausgeschieden mit 74,57 m

2. August 2021, 9:00 Uhr (2:00 Uhr MESZ)
| Platz | Name                   | Nation         | 1. Versuch | 2. Versuch | 3. Versuch | Weite (m) |
| ----- | ---------------------- | -------------- | ---------- | ---------- | ---------- | --------- |
| 1     | Quentin Bigot          | Frankreich     | 76,10      | 78,73      | –          | 78,73     |
| 2     | Mychajlo Kochan        | Ukraine        | 76,82      | 78,36      | –          | 78,36     |
| 3     | Nick Miller            | Großbritannien | x          | 76,93      | x          | 76,93     |
| 4     | Eşref Apak             | Türkei         | 75,87      | 76,76      | 75,15      | 76,76     |
| 5     | Paweł Fajdek           | Polen          | 74,28      | x          | 76,46      | 76,46     |
| 6     | Serghei Marghiev       | Moldau         | 74,31      | 72,25      | 75,94      | 75,94     |
| 7     | Waleri Pronkin         | ROC            | 75,09      | 75,80      | 75,80      | 75,80     |
| 8     | Gabriel Kehr           | Chile          | 74,46      | 72,61      | 75,60      | 75,60     |
| 9     | Bence Halász           | Ungarn         | 75,39      | x          | 75,03      | 75,39     |
| 10    | Diego del Real         | Mexiko         | x          | 73,32      | 75,17      | 75,17     |
| 11    | Alex Young             | USA            | 75,09      | 75,02      | x          | 75,09     |
| 12    | Iwan Zichan            | Belarus        | 72,48      | 74,57      | x          | 74,57     |
| 13    | Christos Frantzeskakis | Griechenland   | 72,19      | x          | 70,64      | 72,19     |
| 14    | Hleb Dudarau           | Belarus        | x          | 71,04      | 71,60      | 71,60     |
| 15    | Suhrob Xoʻjayev        | Usbekistan     | 70,87      | x          | 71,26      | 71,26     |

### Gruppe B

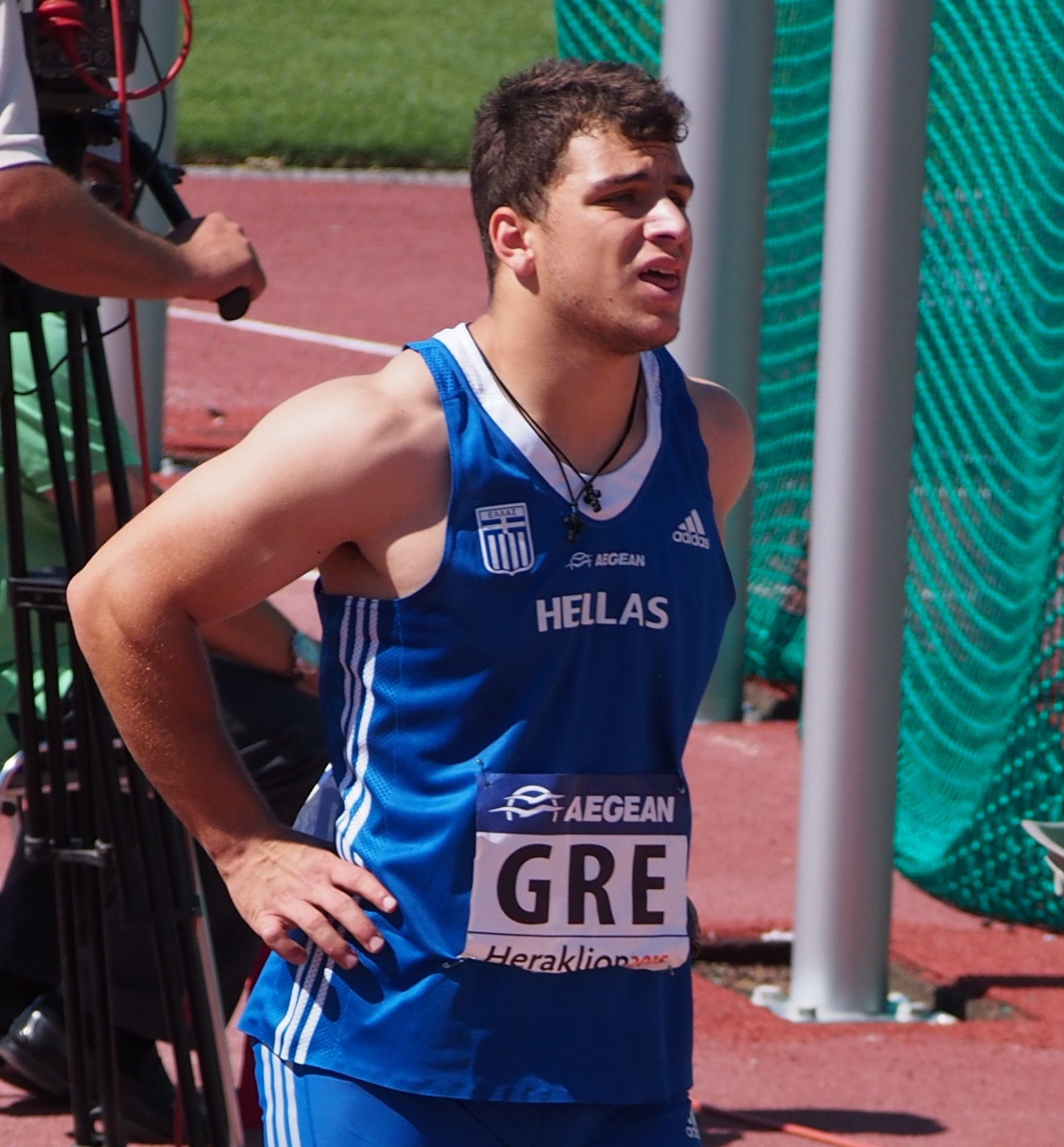
Michalis Anastasakis – ausgeschieden mit 73,52 m
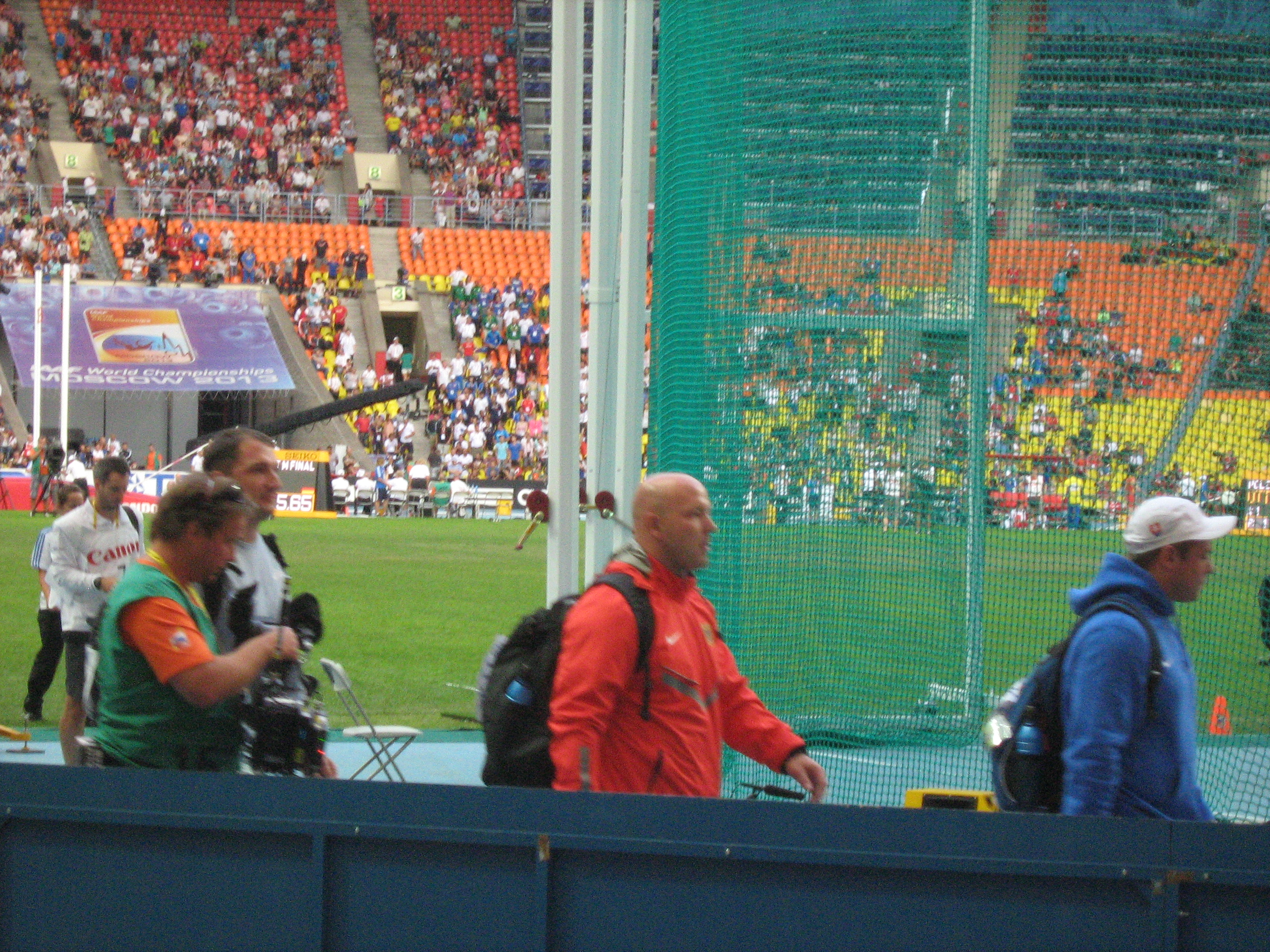
Marcel Lomnický (rechts) – ausgeschieden mit 72,52 m

2. August 2021, 10:30 Uhr (3:30 Uhr MESZ)
| Platz | Name                  | Nation         | 1. Versuch | 2. Versuch | 3. Versuch | Weite (m) | Anmerkung |
| ----- | --------------------- | -------------- | ---------- | ---------- | ---------- | --------- | --------- |
| 1     | Wojciech Nowicki      | Polen          | 79,78000   | –          | –          | 79,78     |           |
| 2     | Rudy Winkler          | USA            | 76,39000   | 78,81      | –          | 78,81     |           |
| 3     | Eivind Henriksen      | Norwegen       | 78,79 NR   | –          | –          | 78,79     | NR        |
| 4     | Javier Cienfuegos     | Spanien        | 72,76000   | 75,56      | 76,91      | 76,91     |           |
| 5     | Daniel Haugh          | USA            | x000       | x          | 75,73      | 75,73     |           |
| 6     | Humberto Mansilla     | Chile          | 73,17000   | 74,76      | 72,77      | 74,76     |           |
| 7     | Juryj Wassiltschanka  | Belarus        | x000       | 73,27      | 74,00      | 74,00     |           |
| 8     | Hlib Piskunow         | Ukraine        | 72,42000   | 73,37      | 73,84      | 73,84     |           |
| 9     | Tristan Schwandke     | Deutschland    | 72,92000   | 72,74      | 73,77      | 73,77     |           |
| 10    | Michalis Anastasakis  | Griechenland   | 73,52000   | 73,22      | x          | 73,52     |           |
| 11    | Mostafa el-Gamel      | Ägypten        | 72,13000   | 72,76      | 71,85      | 72,76     |           |
| 12    | Marcel Lomnický       | Slowakei       | 71,17000   | x          | 72,52      | 72,52     |           |
| 13    | Ashraf Amgad el-Seify | Katar          | 71,84000   | x          | x          | 71,84     |           |
| 14    | Taylor Campbell       | Großbritannien | x          | 71,34      | x          | 71,34     |           |
| 15    | Mergen Mämmedow       | Turkmenistan   | 62,93000   | 67,41      | 67,53      | 67,53     |           |
| 16    | Özkan Baltacı         | Türkei         | 63,63000   | r          |            | 63,63     |           |

## Finale

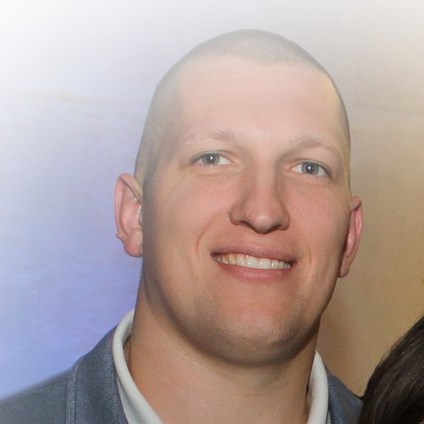
Nach drei Bronzemedaillen bei Weltmeisterschaften (2015/2017/2019) und Olympiabronze 2016 gewann der amtierende Europameister Wojciech Nowicki nun olympisches Gold

4. August 2021, 20:15 Uhr (13:15 Uhr MESZ)
| Platz | Name              | Nation         | 1. Versuch | 2. Versuch | 3. Versuch | 4. Versuch                             | 5. Versuch                             | 6. Versuch                             | Weite (m) | Anmerkung |
| ----- | ----------------- | -------------- | ---------- | ---------- | ---------- | -------------------------------------- | -------------------------------------- | -------------------------------------- | --------- | --------- |
| 1     | Wojciech Nowicki  | Polen          | 81,18000   | 81,72      | 82,52 PB   | 81,39                                  | 82,06000                               | x000                                   | 82,52     | PB        |
| 2     | Eivind Henriksen  | Norwegen       | 79,18 NR   | 79,06      | 80,31 NR   | 77,78                                  | 81,58 NR                               | 80,02000                               | 81,58     | NR        |
| 3     | Paweł Fajdek      | Polen          | 77,58000   | 78,58      | 78,83000   | 78,04                                  | 81,53000                               | 79,66000                               | 81,53     |           |
| 4     | Mychajlo Kochan   | Ukraine        | 77,91000   | 80,39      | x000       | 79,79                                  | 78,81000                               | 77,52000                               | 80,39     |           |
| 5     | Quentin Bigot     | Frankreich     | 77,93000   | 79,39      | 78,30000   | 78,84                                  | x000                                   | 75,78000                               | 79,39     |           |
| 6     | Nick Miller       | Großbritannien | 77,88000   | x          | 77,46000   | 77,64                                  | x000                                   | 78,15 SB                               | 78,15     | SB        |
| 7     | Rudy Winkler      | USA            | 77,08000   | x          | 75,95000   | x                                      | 75,34000                               | x000                                   | 77,08     |           |
| 8     | Waleri Pronkin    | ROC            | 76,72000   | x          | x000       | x                                      | 75,97000                               | 74,73000                               | 76,72     |           |
|       |                   |                |            |            |            |                                        |                                        |                                        |           |           |
| 9     | Eşref Apak        | Türkei         | 76,22000   | 76,71      | 74,28000   | nicht im Finale der besten acht Werfer | nicht im Finale der besten acht Werfer | nicht im Finale der besten acht Werfer | 76,71     |           |
| 10    | Javier Cienfuegos | Spanien        | 74,62000   | x          | 76,30000   | nicht im Finale der besten acht Werfer | nicht im Finale der besten acht Werfer | nicht im Finale der besten acht Werfer | 76,30     |           |
| 11    | Daniel Haugh      | USA            | x000       | 76,22      | x000       | nicht im Finale der besten acht Werfer | nicht im Finale der besten acht Werfer | nicht im Finale der besten acht Werfer | 76,22     |           |
| 12    | Serghei Marghiev  | Moldau         | 73,28000   | 75,24      | 74,95000   | nicht im Finale der besten acht Werfer | nicht im Finale der besten acht Werfer | nicht im Finale der besten acht Werfer | 75,24     |           |

Der Hammerwurfwettbewerb war wie eine ganze Reihe weiterer Konkurrenzen bei diesen Spielen von ausgesprochen hoher Qualität. Dass der seit 33 Jahren bestehende olympische Rekord nicht fiel, ist dabei nicht wirklich besonders verwunderlich, auch andere Rekorde gerade in den technischen Disziplinen haben sicherlich auch aufgrund einer im Laufe der Jahre veränderten Dopingkontrollpraxis eine sehr lange Bestandsdauer.
Favorisiert waren in erster Linie die beiden Teilnehmer aus Polen. Pawel Fajdek trat als unter anderem vierfacher Weltmeister (2013/2015/2017/2019) und Europameister von 2016 an. Wojciech Nowicki war der amtierende Europameister und hatte Bronze gewonnen bei den Spielen 2016, den Europameisterschaften 2016 sowie den Weltmeisterschaften 2015, 2017 und 2019.
Nowicki setzte sich mit dem einzigen Wurf jenseits von achtzig Metern (81,18 m) in der ersten Versuchsreihe gleich an die Spitze und steigerte sich mit seinem zweiten Wurf auf 81,72 m. In Durchgang zwei übertraf auch der Ukrainer Mychajlo Kochan die 80-Meter-Marke und lag mit 80,39 m auf dem zweiten Platz. Mit seinem dritten Versuch knackte der Norweger Eivind Henriksen ebenfalls die 80-Meter-Marke – es war sein zweiter norwegischer Rekord im Finale, nachdem er bereits in der Qualifikation einen Landesrekord aufgestellt hatte. Mit 80,31 m war er nun Dritter. Nowicki verbesserte sich derweil weiter auf jetzt 82,52 m.
In der Finalrunde der besten Acht passierte anfangs nicht viel, außer Nowicki kam niemand auf eine Weite jenseits von achtzig Metern. Aber der fünfte Durchgang hatte es noch einmal in sich. Eivind stellte mit nun 81,58 m einen weiteren nationalen Rekord auf und lag damit auf Platz zwei. Fajdek zog mit 81,53 m an Kochan vorbei auf den Bronzerang. Nowicki zeigte mit 82,06 m noch einmal seine Überlegenheit in diesem Wettbewerb. In Runde sechs änderte sich nichts mehr an der Rangfolge, der sechstplatzierte Brite Nick Miller steigerte zwar noch einmal seine Weite, nicht aber seine Platzierung.
So gab es einen souveränen Sieg für Wojciech Nowicki, der mit allen seinen fünf gültigen Versuchen weiter als 81 Meter warf. Überraschender Silbermedaillengewinner wurde Eivind Henriksen. Pawel Fajdek brachte sich mit seiner starken Weite aus dem fünften Durchgang auf den Bronzerang. Auch der viertplatzierte Mychajlo Kochan hatte in seinem Endresultat noch eine Weite von mehr als achtzig Metern aufzuweisen. Auf den fünften Platz kam der Franzose Quentin Bigot vor Nick Miller und dem US-Amerikaner Rudy Winkler.

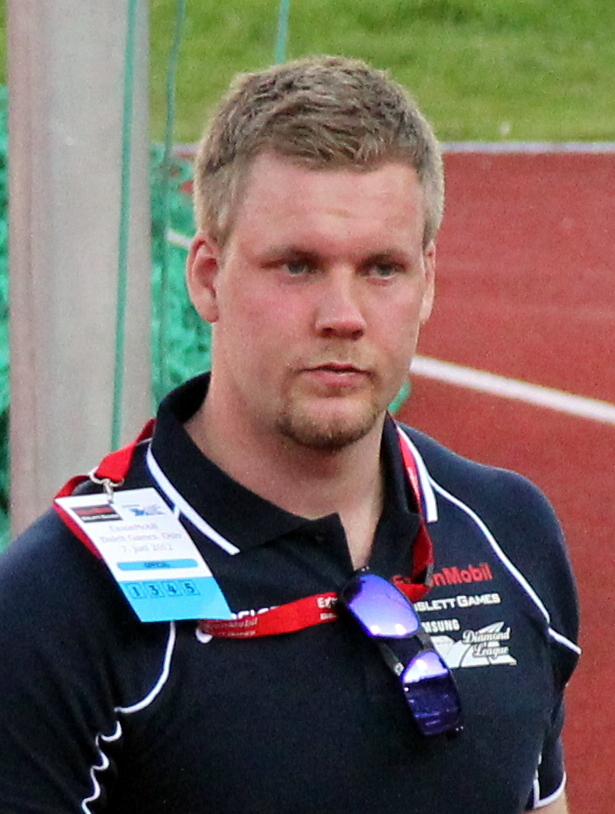
Der Silbermedaillengewinner Eivind Henriksen steigerte den norwegischen Landesrekord einmal in der Qualifikation und weitere dreimal im Finale
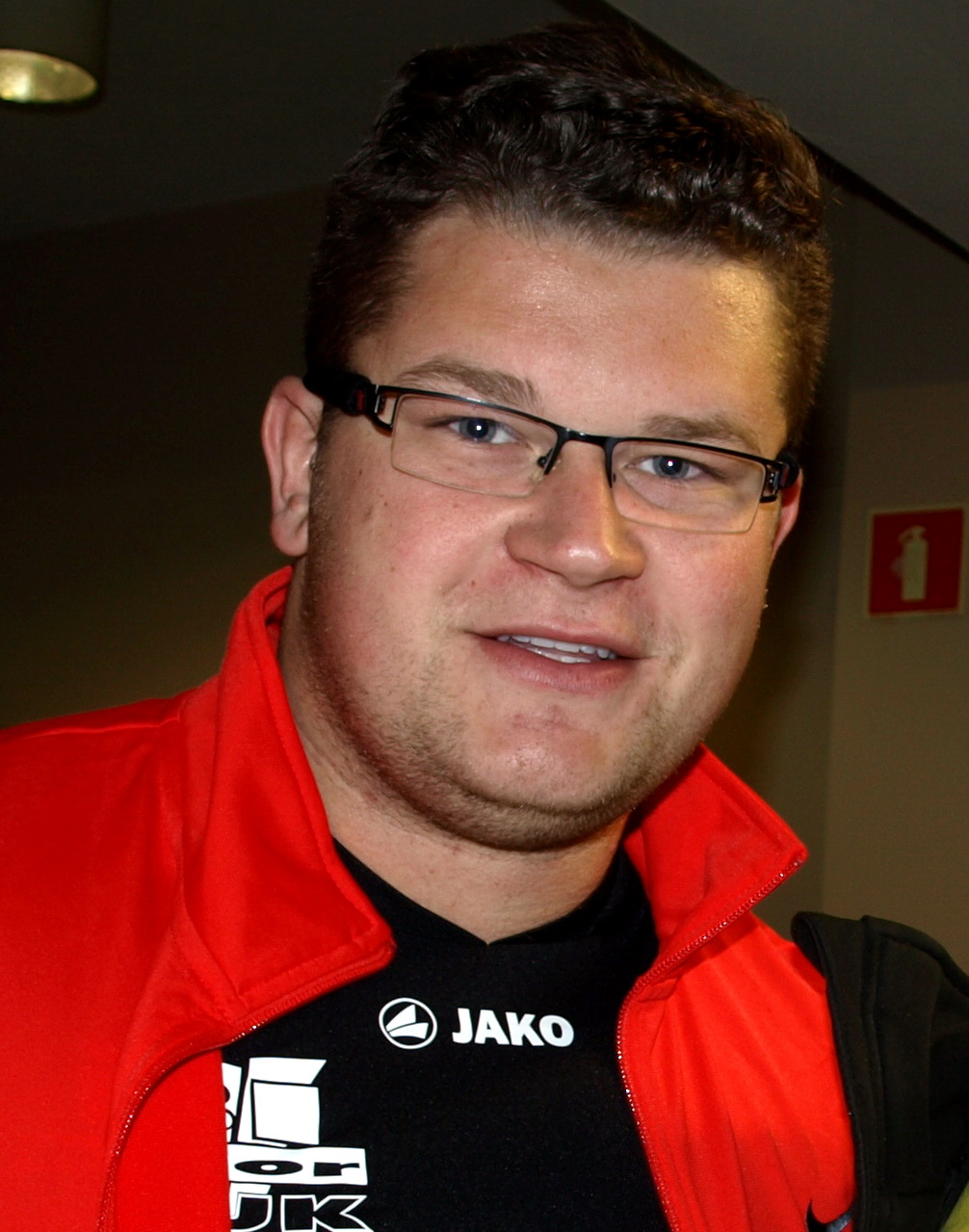
Bronze gab es für den vierfachen Weltmeister (2013 bis 2019) Paweł Fajdek
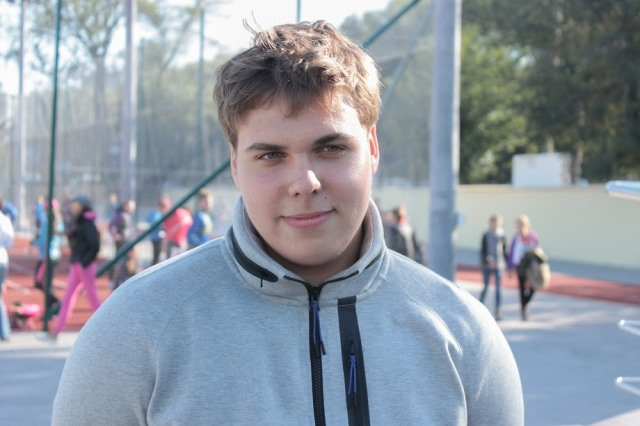
Auch der viertplatzierte Mychajlo Kochan übertraf die 80-Meter-Marke
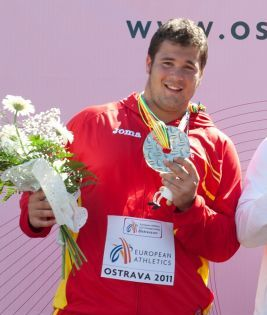
Javier Cienfuegos kam auf den zehnten Platz

## Video
- MEN'S HAMMER THROW, ATHLETICS - Highlights, Olympic Games - Tokyo 2020, youtube.com, abgerufen am 27. Mai 2022